# Clarence Seedorf
Clarence Clyde Seedorf (wym. [ˈklɛ.rəns ˈseɪ̯.dɔrf]; ur. 1 kwietnia 1976 w Paramaribo) – holenderski trener i piłkarz który grał na pozycji pomocnika. W latach 1994–2008 reprezentant Holandii.
Reprezentował barwy Ajaxu, Sampdorii Genua, Realu Madryt, Interu Mediolan, Milanu oraz Botafogo. Jest pierwszym zawodnikiem, który triumfował w Lidze Mistrzów z trzema różnymi klubami: Ajaxem, Realem Madryt, Milanem (dwukrotnie). Z reprezentacją Holandii uczestniczył w mistrzostwach świata 1998 we Francji, na których Pomarańczowi zajęli 4. miejsce oraz dwukrotnie dotarł do półfinału mistrzostw Europy 2000, 2004). Jest jednym z trzech piłkarzy (wraz z Edgarem Davidsem i Patrickiem Kluivertem) urodzonych w Surinamie, którzy grali w reprezentacji Holandii oraz wygrali Ligę Mistrzów 1994/1995 z Ajaxem.
Jako trener prowadził A.C. Milan, Shenzhen Ruby oraz Deportivo La Coruña.

## Wczesne życie
Clarence Seedorf urodził się w stolicy Surinamu - Paramaribo, jednak w wieku 2 lat wyemigrował wraz z rodziną do Holandii i osiedlił się w Almere. Pochodzi z rodziny o piłkarskich tradycjach: ojciec Johann jest byłym piłkarzem oraz łowcą talentów, piłkarzami są jego dwaj młodsi bracia: Jürgen i Chedric oraz kuzyn Stefano. Pierwsze piłkarskie kroki stawiał w młodzieżowych lokalnych amatorskich drużynach: VV AS ’80 i Real Almere, zanim został odkryty i zwerbowany do Ajaxu przez Urgent Scoutingteam, agencję talentów prowadzoną przez słynnego holenderskiego piłkarza – Johana Cruyffa, który był odpowiedzialny za rekrutację takich zawodników jak m.in.: Frank i Ronald de Boer, Edgar Davids, Patrick Kluivert, Robert Witschge.

## Kariera

### Początki kariery
Clarence Seedorf karierę piłkarską rozpoczął w 1992 roku w Ajaxie jako prawy pomocnik. W drużynie zadebiutował dnia 28 października 1992 roku w wygranym 3:7 meczu wyjazdowym z VVV Venlo w ramach Pucharu Holandii, zastępując w 58. minucie Franka de Boera. Miał wtedy 16 lat i 210 dni, co czyni go najmłodszym zawodnikiem w historii klubu. Wkrótce stał się kluczowym zawodnikiem klubu, z którym zdobył dwukrotnie mistrzostwo Holandii (1994, 1995), Puchar Holandii (1993), Superpuchar Holandii (1993) oraz w sezonie 1994/1995 wygrał Ligę Mistrzów.
Po tym sukcesie przeniósł się do klubu włoskiej ligi Serie A – Sampdorii Genua, w którym rozegrał 32 mecze ligowe i strzelił 3 gole, a klub zakończył rozgrywki ligowe w sezonie 1995/1996 na 8. miejscu.

### Real Madryt
W 1996 roku został zawodnikiem Realu Madryt i już w swoim pierwszym sezonie gry w drużynie Królewskich zdobył mistrzostwo Hiszpanii oraz Superpuchar Hiszpanii 1997. Dnia 18 stycznia 1997 roku w wygranym 1:4 meczu wyjazdowym z Atlético Madryt zdobył bramkę strzałem z odległości 45 metrów na 3:1. W sezonie 1997/1998 miał spory udział w zdobyciu przez zespół Ligi Mistrzów (drugiej w swojej karierze). Jednak po przybyciu w 1998 roku holenderskiego trenera - Guusa Hiddinka zaczął tracić miejsce w klubie, w rezultacie czego w 1999 roku przeniósł się on do Interu Mediolan, który wyłożył na niego kwotę 45 miliardów lirów (ok. 23 milionów euro). Łącznie w barwach klubu rozegrał 159 meczów i strzelił 20 bramek.

### Inter Mediolan
Następnym klubem w karierze Seedorfa był klub włoskiej ligi Serie A – Inter Mediolan, z którym w sezonie 1999/2000 dotarł do finału Pucharu Włoch (porażka w dwumeczu 2:1 z Lazio Rzym). Jednak przez okres gry w klubie nie zdobył uznania w oczach władz klubu. Jednak został zapamiętany przez wielu fanów Nerazzurrich głównie dzięki dwóm znakomitym golom, które strzelił dnia 9 marca 2002 roku w zremisowanym 2:2 meczu ligowym z Juventusem Turyn. Z klubu ostatecznie odszedł po sezonie 2001/2002 po rozegraniu 93 meczów i strzeleniu 14 goli. Wbrew często spotykanej opinii za odejściem Seedorfa z Interu nie przemawiały jednak, jak w przypadku Andrei Pirlo, względy sportowe. Impulsem zapalnym był konflikt z Ronaldo, który dodatkowo podsycał plotki o romansie Seedorfa z żoną kolegi z zespołu.

### Milan

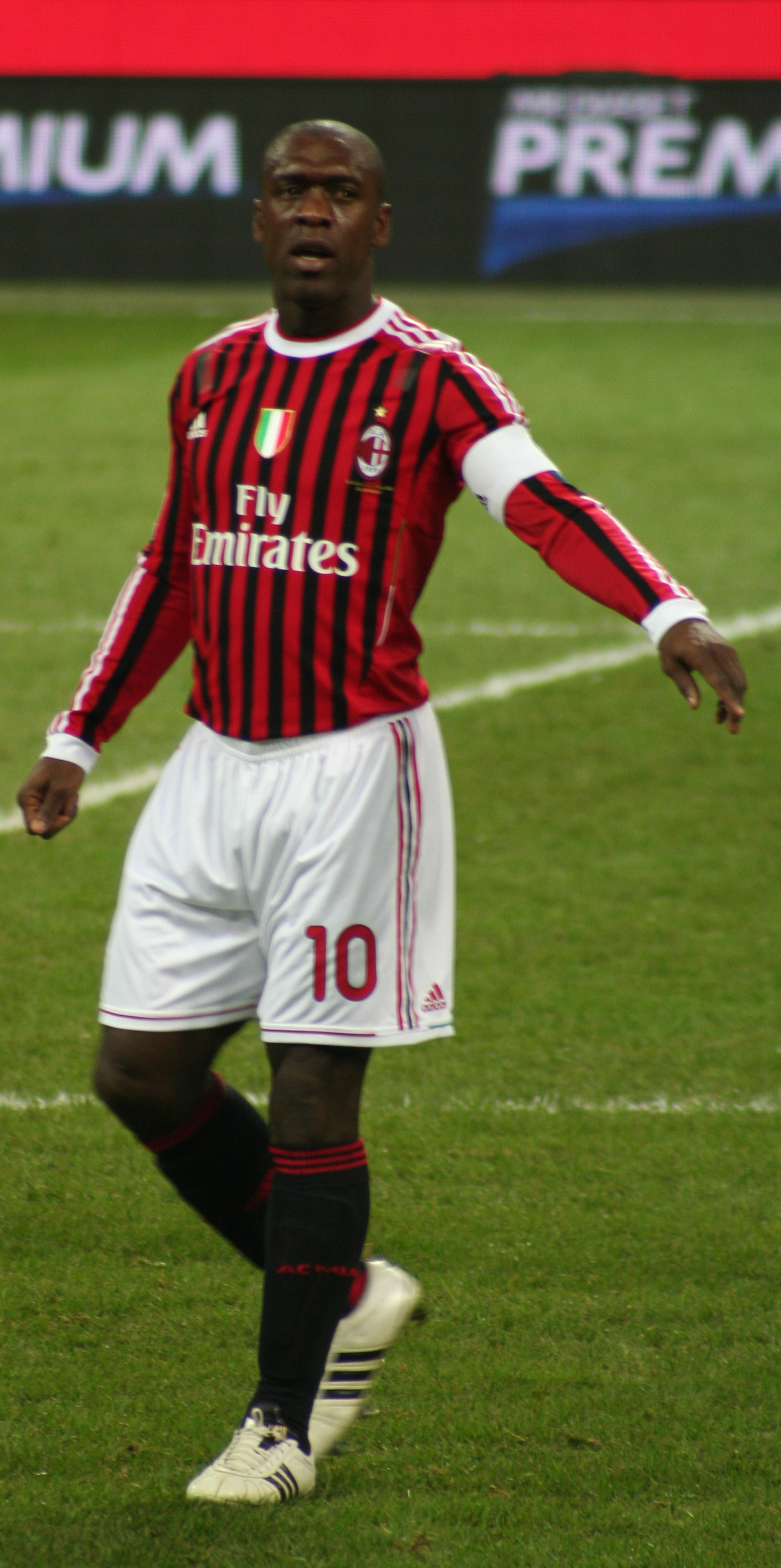
Clarence Seedorf w barwach Milanu, 2011

Następnie Seedorf przeniósł się do miejscowych rywali Interu Mediolan – Milanu, na zasadzie wymiany z Francesco Coco. W sezonie 2002/2003 wywalczył pierwszy od 26 lat dla klubu Puchar Włoch i trzeci raz w swojej karierze Ligę Mistrzów, stając się jednocześnie pierwszym zawodnikiem, który zdobył to trofeum grając w trzech różnych klubach, a także Superpuchar Europy 2003.
W sezonie 2003/2004 Seedorf odegrał ważną rolę w zdobyciu przez klub mistrzostwa Włoch i Superpucharu Włoch 2004 oraz w sezonie 2004/2005 w dotarciu do finału Ligi Mistrzów, w którym po zaciętej rywalizacji z angielskim FC Liverpoolem jego klub przegrał po wspaniałych interwencjach polskiego bramkarza drużyny rywali - Jerzego Dudka w serii rzutów karnych, natomiast w Serie A również Rossoneri  przegrało mistrzostwo kraju, tym razem z Juventusem Turyn.
W 2006 roku wybuchła afera Calciopoli, która wstrząsnęła całym światem włoskiej piłki nożnej i w którą był również zamieszany Milan, przez co opinia o zespole została mocno nadszarpnięta. Ostatecznie klub dostał pozwolenie na kontynuowanie rozgrywek w Europie, dzięki czemu najlepsi piłkarze pozostali w klubie. W sezonie 2006/2007 wraz z Kaką stworzył duet pomocników prezentujący nienaganny styl gry i wysoką skuteczność zespołu, co pomogło mu z czwartym w swojej karierze triumfie w Lidze Mistrzów (najlepszy pomocnik rozgrywek), Superpucharu Europy 2007 oraz klubowego mistrzostwa świata 2007, na których został nagrodzony Srebrną Piłką.
Dnia 4 grudnia 2007 roku wygranym 1:0 meczu z szkockim Celtikiem Glasgow rozegrał swój 100. mecz w Lidze Mistrzów. W 2011 roku zdobył ostatnie trofea w klubie: mistrzostwo Włoch oraz Superpuchar Włoch. Z klubu odszedł po sezonie 2011/2012 po rozegraniu 431 meczów i strzeleniu 63 goli.
W okresie gry w Milanie Seedorf stanowił ogromne wsparcie pomocy wraz z Gennaro Gattuso i Andreą Pirlo, z którymi był wystawiany w pierwszym składzie, chociaż ich forma w ostatnich latach znacznie spadła. Pod przewodnictwem trenera Carlo Ancelottiego, ich rolą było wspomaganie ofensywnych pomocników, takich jak m.in. Rivaldo, Rui Costa, Kaká, Ronaldinho.

### Botafogo
Clarence Seedorf po odejściu z Milanu wyjechał do Brazylii, gdzie dnia 30 czerwca 2012 roku podpisał kontakt z Botafogo. Częściowy wpływ na tę decyzję miała pochodząca z Rio de Janeiro żona piłkarza. W ekstraklasie brazylijskiej zadebiutował dnia 22 lipca 2012 roku w przegranym 0:1 meczu u siebie z Grêmio Porto Alegre, w którym w 70. minucie został zastąpiony przez Rafaela Marquesa. W 2013 roku zdobył z klubem trzy trofea: Taça Rio, Taça Guanabara oraz Campeonato Carioca. Ostatni mecz w karierze rozegrał dnia 8 grudnia 2013 roku wygranym 3:0 meczu ligowym u siebie z Criciúma Esporte Clube. Dnia 14 stycznia 2014 roku ogłosił zakończenie kariery piłkarskiej. Powodem zakończenia kariery było dostanie oferty pracy jako trener włoskiego Milanu, w którym występował w latach 2002–2012. Łącznie w karierze klubowej rozegrał 875 meczów, w których strzelił 128 goli.

## Kariera reprezentacyjna
Clarence Seedorf w latach 1994–2008 w reprezentacji Holandii rozegrał 87 meczów, w których strzelił 11 goli. Debiut zaliczył dnia 14 grudnia 1994 roku na Stadionie Feijenoord w Rotterdamie w wygranym 5:0 meczu eliminacyjnym do mistrzostw Europy 1996 z reprezentacją Luksemburga, w którym zastąpił w 70. minucie Youriego Muldera, a w 90. minucie ustalając wynik spotkania strzelił także swoją pierwszą bramkę w reprezentacji Holandii. Mecz ten był ostatnim w pierwszej kadencji selekcjonera Dicka Advocaata, który przeniósł się do PSV Eindhoven.
W 1996 roku został powołany przez Guusa Hiddinka na mistrzostwa Europy 1996 w Anglii, na którym Pomarańczowi zakończyli turniej w ćwierćfinale po porażce serii rzutów karnych z reprezentacją Francji po zmarnowanym rzucie przez Seedorfa, a dwa lata później w 1998 roku na mistrzostwa świata 1998 we Francji, na których Pomarańczowi zajęli 4. miejsce. Brał także udział na mistrzostwach Europy 2000 i 2004, w których Pomarańczowi dotarli do półfinału.
Wielu twierdziło jednak, że kariera Seedorfa w reprezentacji Holandii mogłaby być jeszcze bardziej efektowna, gdyby pohamował swój buntowniczy i porywczy charakter, dający często o sobie znać. Dodatkowo, ma on również długą historię złych występów w chwilach krytycznych dla Pomarańczowych. Był to jeden z powodów dla których Marco van Basten, mianowany selekcjonerem reprezentacji Holandii tuż po mistrzostwach Europy 2004, nie zdecydował się powoływać Seedorfa, w związku z czym nie zagrał w eliminacjach do mistrzostw świata 2006 oraz w samym turnieju w Niemczech.
Ponownie w reprezentacji Holandii zagrał dnia 15 listopada 2006 roku na Amsterdam Arena w Amsterdamie w zremisowanym 1:1 meczu towarzyskim z reprezentacją Anglii, na który został powołany w zastępstwie kontuzjowanego Wesleya Sneijdera. Zagrał w 6 meczach eliminacyjnych do mistrzostw Europy 2008. Było wiele wątpliwości co do jego pozycji w drużynie, szczególnie gdy selekcjoner Marco van Basten faworyzował takich graczy jak Rafael van der Vaart, Wesley Sneijder czy Robin van Persie. Ostatni mecz w reprezentacji Holandii rozegrał dnia 28 marca 2008 roku na Ernst-Happel-Stadion w Wiedniu w wygranym 3:4 meczu towarzyskim z reprezentacją Austrii, w których Seedorf wszedł w 46. minucie za Demy de Zeeuwa. Dnia 13 maja 2008 roku ogłosił, że nie weźmie udziału w mistrzostwach Europy 2008 w Austrii i Szwajcarii z powodu narastającego konfliktu z Marco van Bastenem.

## Kariera trenerska
Dnia 14 stycznia 2014 roku Clarence Seedorf poinformował na specjalnie zwołanej konferencji prasowej w Rio de Janeiro, że zarząd klubu A.C. Milan postanowił zatrudnić go w roli trenera, jednocześnie ogłaszając zakończenie kariery zawodniczej. Zastąpił na stanowisku zwolnionego Massimiliano Allegriego. Podpisał kontrakt do końca sezonu 2015/2016, jednak dnia 9 czerwca 2014 roku został zwolniony z tej funkcji. Dnia 7 lipca 2016 roku został trenerem klubu ligi China League One – Shenzhen Ruby, jednak dnia 4 grudnia 2016 roku został zwolniony. Dnia 5 lutego 2018 roku został nowym trenerem hiszpańskiego klubu ligi Primera División – Deportivo La Coruña, jednak dnia 22 maja 2018 roku po spadku klubu z ligi odszedł z niego. 4 sierpnia 2018 roku został ogłoszony nowym selekcjonerem reprezentacji Kamerunu.

## Statystyki

### Klubowe
| Klub               | Sezon              | Liga               | Liga    | Liga   | Puchar kraju | Puchar kraju | Europa  | Europa | Suma    | Suma   |
| Klub               | Sezon              | Liga               | Występy | Bramki | Występy      | Bramki       | Występy | Bramki | Występy | Bramki |
| ------------------ | ------------------ | ------------------ | ------- | ------ | ------------ | ------------ | ------- | ------ | ------- | ------ |
| AFC Ajax           | 1992/1993          | Eredivisie         | 12      | 1      | 3            | 0            | 3       | 0      | 18      | 1      |
| AFC Ajax           | 1993/1994          | Eredivisie         | 19      | 4      | 3            | 0            | 2       | 0      | 24      | 4      |
| AFC Ajax           | 1994/1995          | Eredivisie         | 34      | 6      | 3            | 0            | 11      | 0      | 48      | 6      |
| AFC Ajax           | Łącznie            | Łącznie            | 65      | 11     | 9            | 0            | 16      | 0      | 90      | 11     |
| Sampdoria Genua    | 1995/1996          | Serie A            | 32      | 3      | 2            | 1            | –       | –      | 34      | 4      |
| Sampdoria Genua    | Łącznie            | Łącznie            | 32      | 3      | 2            | 1            | –       | –      | 34      | 4      |
| Real Madryt        | 1996/1997          | Primera División   | 38      | 6      | 4            | 0            | –       | –      | 42      | 6      |
| Real Madryt        | 1997/1998          | Primera División   | 36      | 6      | 2            | 1            | 11      | 0      | 49      | 7      |
| Real Madryt        | 1998/1999          | Primera División   | 37      | 3      | 5            | 1            | 10      | 3      | 52      | 7      |
| Real Madryt        | 1999/2000          | Primera División   | 10      | 0      | 0            | 0            | 6       | 0      | 16      | 0      |
| Real Madryt        | Łącznie            | Łącznie            | 121     | 15     | 11           | 2            | 27      | 3      | 159     | 20     |
| Inter Mediolan     | 1999/2000          | Serie A            | 20      | 3      | 5            | 2            | –       | –      | 25      | 5      |
| Inter Mediolan     | 2000/2001          | Serie A            | 24      | 2      | 5            | 0            | 7       | 3      | 36      | 5      |
| Inter Mediolan     | 2001/2002          | Serie A            | 20      | 3      | 2            | 1            | 10      | 0      | 32      | 4      |
| Inter Mediolan     | Łącznie            | Łącznie            | 64      | 8      | 12           | 3            | 17      | 3      | 93      | 14     |
| A.C. Milan         | 2002/2003          | Serie A            | 29      | 4      | 3            | 2            | 16      | 1      | 48      | 7      |
| A.C. Milan         | 2003/2004          | Serie A            | 29      | 3      | 6            | 0            | 10      | 0      | 45      | 3      |
| A.C. Milan         | 2004/2005          | Serie A            | 32      | 5      | 4            | 1            | 13      | 1      | 49      | 7      |
| A.C. Milan         | 2005/2006          | Serie A            | 36      | 4      | 2            | 1            | 11      | 1      | 49      | 6      |
| A.C. Milan         | 2006/2007          | Serie A            | 32      | 7      | 5            | 0            | 14      | 3      | 51      | 10     |
| A.C. Milan         | 2007/2008          | Serie A            | 32      | 7      | 0            | 0            | 10      | 3      | 42      | 10     |
| A.C. Milan         | 2008/2009          | Serie A            | 33      | 6      | 1            | 0            | 7       | 0      | 41      | 6      |
| A.C. Milan         | 2009/2010          | Serie A            | 29      | 5      | 0            | 0            | 8       | 1      | 37      | 6      |
| A.C. Milan         | 2010/2011          | Serie A            | 30      | 4      | 2            | 0            | 8       | 0      | 40      | 4      |
| A.C. Milan         | 2011/2012          | Serie A            | 18      | 2      | 3            | 1            | 8       | 0      | 29      | 3      |
| A.C. Milan         | Łącznie            | Łącznie            | 300     | 48     | 26           | 5            | 105     | 10     | 431     | 63     |
| Botafogo           | 2012               | Série A            | 24      | 8      | 0            | 0            | 1       | 1      | 25      | 9      |
| Botafogo           | 2013               | Série A            | 34      | 8      | 0            | 0            | 0       | 0      | 34      | 8      |
| Botafogo           | Łącznie            | Łącznie            | 58      | 16     | 0            | 0            | 1       | 1      | 59      | 17     |
| Łącznie w karierze | Łącznie w karierze | Łącznie w karierze | 640     | 100    | 69           | 11           | 166     | 17     | 875     | 128    |

### Reprezentacyjne
| Reprezentacja narodowa | Rok     | Występy | Gole |
| ---------------------- | ------- | ------- | ---- |
| Holandia               |         |         |      |
| 1994                   | 1       | 1       |      |
| 1995                   | 7       | 3       |      |
| 1996                   | 11      | 2       |      |
| 1997                   | 7       | 0       |      |
| 1998                   | 12      | 1       |      |
| 1999                   | 7       | 0       |      |
| 2000                   | 10      | 2       |      |
| 2001                   | 4       | 1       |      |
| 2002                   | 2       | 1       |      |
| 2003                   | 7       | 0       |      |
| 2004                   | 9       | 0       |      |
| 2005                   | 0       | 0       |      |
| 2006                   | 1       | 0       |      |
| 2007                   | 8       | 0       |      |
| 2008                   | 1       | 0       |      |
| Łącznie                | Łącznie | 87      | 11   |

### Gole w reprezentacji
| #   | Data       | Miejsce                             | Przeciwnik        | Gol | Wynik | Rozgrywki         |
| --- | ---------- | ----------------------------------- | ----------------- | --- | ----- | ----------------- |
| 1.  | 04.12.1994 | Stadion Feijenoord, Rotterdam       | Luksemburg        | 5–0 | 5–0   | El. Euro 1996     |
| 2.  | 29.03.1995 | Stadion Feijenoord, Rotterdam       | Malta             | 1–0 | 4–0   | El. Euro 1996     |
| 3.  | 11.10.1995 | Ta’ Qali Stadium, Attard            | Malta             | 4–0 | 4–0   | El. Euro 1996     |
| 4.  | 15.11.1995 | Stadion Feijenoord, Rotterdam       | Norwegia          | 1–0 | 3–0   | El. Euro 1996     |
| 5.  | 04.06.1996 | Stadion Feijenoord, Rotterdam       | Norwegia          | 2–1 | 3–1   | Mecz towarzyski   |
| 6.  | 04.12.1996 | Stadion Króla Baudouina I, Bruksela | Belgia            | 2–0 | 3–0   | El. Mundialu 1998 |
| 7.  | 21.02.1998 | Miami Orange Bowl, Miami            | Stany Zjednoczone | 2–0 | 2–0   | Mecz towarzyski   |
| 8.  | 07.10.2000 | Stadion GSP, Nikozja                | Cypr              | 1–0 | 4–0   | El. Mundialu 2002 |
| 9.  | 07.10.2000 | Stadion GSP, Nikozja                | Cypr              | 2–0 | 4–0   | El. Mundialu 2002 |
| 10. | 06.10.2001 | GelreDome, Arnhem                   | Andora            | 2–0 | 4–0   | El. Mundialu 2002 |
| 11. | 16.10.2002 | Ernst-Happel-Stadion, Wiedeń        | Austria           | 1–0 | 3–0   | El. Euro 2004     |

### Statystyki trenerskie
Aktualne na dzień 20 listopada 2018 roku.
| Drużyna             | Od               | Do             | Wyniki | Wyniki | Wyniki | Wyniki | Wyniki  |
| Drużyna             | Od               | Do             | M      | Z      | R      | P      | % Zwyc. |
| ------------------- | ---------------- | -------------- | ------ | ------ | ------ | ------ | ------- |
| A.C. Milan          | 16 stycznia 2014 | 9 czerwca 2014 | 22     | 11     | 2      | 9      | 50,00   |
| Shenzhen Ruby       | 7 lipca 2016     | 5 grudnia 2016 | 14     | 4      | 4      | 6      | 28,57   |
| Deportivo La Coruña | 5 lutego 2018    | 22 maja 2018   | 16     | 2      | 6      | 8      | 12,50   |
| Kamerun             | 4 sierpnia 2018  | Obecnie        | 6      | 1      | 2      | 3      | 16,67   |
| Ogólnie             | Ogólnie          | Ogólnie        | 57     | 18     | 14     | 25     | 31,58   |

## Sukcesy jako piłkarz

### Ajax Amsterdam
- Mistrzostwo Holandii: 1994, 1995
- Puchar Holandii: 1993
- Superpuchar Holandii: 1993
- Liga Mistrzów: 1995

### Real Madryt
- Mistrzostwo Hiszpanii: 1997
- Superpuchar Hiszpanii: 1997
- Liga Mistrzów: 1998, 2000
- Puchar Interkontynentalny: 1998

### Milan
- Mistrzostwo Włoch: 2004, 2011
- Puchar Włoch: 2003
- Superpuchar Włoch: 2004, 2011
- Liga Mistrzów: 2003, 2007
- Finał Ligi Mistrzów: 2005
- Superpuchar Europy: 2003, 2007
- Klubowe Mistrzostwa Świata: 2007

### Botafogo
- Taça Rio: 2013
- Taça Guanabara: 2013
- Campeonato Carioca: 2013

## Odznaczenia
- Komandor Honorowego Orderu Żółtej Gwiazdy: 2007
- Rycerz Orderu Oranje-Nassau: 2011

## Życie prywatne

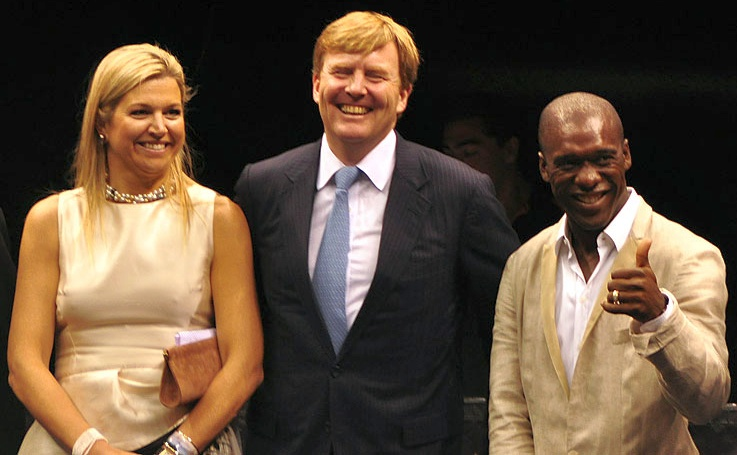
Seedorf z królową Maksymą i królem Willem-Alexandrem.

Clarence Seedorf jest żonaty z Brazylijką Luvianą; mają czwórkę dzieci: Denzela, Jusy’ego, Darjaene i Jaysyley. Są właścicielami mediolańskiej restauracji Finger's. Mówi płynnie po angielsku, hiszpańsku, portugalsku, włosku i sranan tongo. Był często postrzegany jako osoba duchowa, inteligentna i elokwentna w piłce nożnej. W 2011 roku w jednym z wywiadów stwierdził, że studiuje na Uniwersytecie Bocconi w Mediolanie w celu uzyskania tytułu magistra biznesu.
Dnia 5 czerwca 2009 roku spotkał się z Nelsonem Mandelą, a chwilę później ogłosił na konferencji prasowej, że został członkiem Nelson Mandela Foundation's i tym samym dołączył do Patrice’a Motsepe, Tokyo Sexwale, Davida Rockefellera, Peggy Dulany i Billa Clintona, którzy są także członkami wybranej grupy filantropów, którzy pomagają w przetrwaniu dziedzictwa Nelsona Mandeli.
W 2012 i 2014 roku wziął udział w Soccer Aid - meczu charytatywnym na Old Trafford w Manchesterze z byłymi piłkarzamii i celebrytami. Grał w drużynie „The Rest of the World” przeciwko Anglii. W 2014 roku zdobył hat tricka, w którym jego drużyna wygrała 4:2.
Bratanek Clarence’a, Collin również jest piłkarzem.
W 2022 roku przeszedł na islam. Jak podkreśla piłkarz decyzja ta, była motywowana głównie przez względy jego obecnej żony, Sophi, która jest muzułmanką.

## Upamiętnienie
W Smal-Kalden w dystrykcie Para w Surinamie powstał stadion jego imienia, którego Seedorf jest również właścicielem.